# Вачо Кобуров
Вачо Кобуров (на английски: Vatcho Kobouroff) е български предприемач и натурализиран американец.

## Биография
Роден е на 20 октомври 1902 г. в Сухиндол. Завършва Свищовската търговска гимназия. През 1924 г. е студент по финанси в Свободен университет в София. Заработва в подуенския клон на Съюза на популярните банки с протекциите на Андрей Ляпчев. Опитва се да издава в-к Български орел с Велико Димов, но след третия брой той е конфискуван от правителството на проф. Ал. Цанков. Полицията започва да го следи. Междувременно е започнал работа като ковчежник на военното летище в Божурище. Със съдействието на съселянина Пенко Герганов – депутат земеделец, успява да си извади задграничен паспорт. Представяйки се като пълномощник на сухиндолска фирма, в която участва баща му, той успява да получи шестмесечна търговска виза за Америка и за парахода Холерик прекосява от Шербург до Ню Йорк.
Отначало е наемател в къща на изестния емигрант Алекс Ангелинов.
Става прицел на клюки в България, че е откраднал 1 мил от касата на летище Божурище, което било причина да емигрира. Твърди, че притежава оневиняващи го документи. Проблемът му бил решен с Царски указ.
След черния понеделник na 29 окт 1929 г., закупува с тогавашната си приятелка Карин Грейзър един фалирал български ресторант. Заведението е опустошено от мафията поради нежеланието му да плаща рекет.
С позната ирландка закупува пететажна кооперация с 22 стаи, с кухни-бокс. Заплаща 100 долара, а останалата ипотека от 13 хил $ се ангажира да изплатаща с получения наем.
Член е на Америано-българската лига.
От 1931 г. става съдружник с неговия земляк Любен Димов. Купуват, ремонтират и продават къщи. Любен поддържа парното и чистотата, а Вачо доставя на креди мебели. Следва покупка на 4 долепени една до друга кущи в по-непрестижен нюйоркски район, с ипотека за 40 хил $, като ги включват към общ парен котел и въпреки увеличената с два долара такса, бързо привличат наематели.
През 1934 г. преотстъпва на съдружника си общия имот и с банков кредит купува имот на престижната 62-ра улица, където заможни и известни семейства предпочитат да ангажират цели апартаменти.
През 1936 г. инспектор от Федералната емиграционна служба, познаващ американското му битие, го предупреждава, че на дневен ред е екстрадицията му, понеже пребивава незаконно в САЩ. Презаверява си пресрочения си български паспорт в консулата, въпреки че приятеля му консул – Юпитер Дойчев е заменен от капитан Попатанасов, който се оказва също познат – получвал е заплата като служител на летище Божурище. Адвокат Жорж Кенеди го съветва да се ожени за американка и да се прехвърли в Мексико или Канада, докато не е започнала процедурата за екстрадиция, и да чака там законна виза. Срещу 500 долара 18 години по-старата от него камериерка Берта Феслер от хотел на 62-ра улица два съгласие за фиктивен брак, след сключването на конйто се прехвърля в Канада. Отсъства 3 месеца. За имотите му се грижи неговия бивш съдружник. Връща се в Ню Йорк с редовна виза. Имало известни проблеми с доказване на гражданството на „съпругата“, понеже носела фамилията на жената, която била отгледала, а не на истинските си родители. Оказало се, че майка и Елизабет била дъщеря на благородно семейство от Виена, което я натирило в САЩ бременна, за да не пелне срамно петно върху рода. Адвокат я посъветвал да изнудва бившия си съпруг и тя остава като камериерка до края на живота си в хотела му.
Женен за Шарлот, дъщеря на барон Емил фон Гьолнер от Бреслау, диригент в операта там. Имат дъщеря Вера.
До 1941 г. семейството притежава 13 недвижими имота в мегаполиса. По време на войната хотелиерския бизнес замира. Почва да работи след обучение, чертаене на детайли за военни самолети.
Сприятелява се с Малкълм Уилсън, бъдещ губернатор на щата Ню Йорк.
През 1944/46 г. прави клирингова сделка с българската държава за доставка на 10 тона от билката беладона (лудо биле) срещу флакон от 100 хил единици пеницилин – струващо 1 долар. След подписване на договора, цената на пеницилина спада до 8 цента и само през 1949 г. печалбата му е 100 хил $.
Заради разрива на дипломатическите отношения със САЩ се осуетява поръчка за електрически кабели, а до Бургас трудно достигат заявени от Металимпорт нужни машини. България няма връзка с американски банки и не може да заплати за доставените 100 пишещи машини с кирилица и тогава новото лекарство против туберкулоза, стрептомицин. Губи 17 хил $. Бива осъден задочно от български съд за търговия с частни лица на 5 г. затвор.
От 1929 г. заедно с Иван Пеев зпочват работа по машина за отделяне на кислорода от азота във въздуха. Дотогава кислорода е добиван само чрез разлагане на вода. Кризата прави производството невъзможно, но през 1939 г. правителството отпуса средства за строене на такива машини. Получават патент и за машината и припечелват известни суми, докато Пеев не почива. Тогава едно от работещите в работилницата момчета открадва плановет и ги дава на фирмата прозивеждаща кислород от вода. През 50-те год апарати, базиращи се на неговата идея, вече работят в 6000 болници в САЩ.
След пенсионирането си се оттегля да живее на о-в Вина дел мар, на 80 км до Сейнт Питърсбърг, където притежава луксозен ресторант.
Умира на 15 март 1994 г. в Сейнт Питърсбърг.

## Книги за него
- Кобуров: Хр. Цивнев, изд. Д. Зографов, Калифорния, 1988 г.
- С България отвъд океана (срещи с Вачо Кобуров в Америка): Екатерина Даскалова